# Született feleségek (ötödik évad)
A Született feleségek című amerikai filmsorozat ötödik évadát 2008. szeptember 28-ától kezdték vetíteni az ABC tévécsatornán. Az évad 24 epizódból áll.
Magyarországon a TV2 vetítette 2009. március 10-től.

## Főszereplők
- Teri Hatcher – Susan Mayer
- Felicity Huffman – Lynette Scavo
- Marcia Cross – Bree Hodge
- Eva Longoria – Gabrielle Solis
- Nicollette Sheridan – Edie Williams
- Dana Delany – Katherine Mayfair
- Brenda Strong – Mary Alice Young
- James Denton – Mike Delfino
- Doug Savant – Tom Scavo
- Kyle MacLachlan – Orson Hodge
- Ricardo Antonio Chavira – Carlos Solis
- Neal McDonough – Dave Williams
- Shawn Pyfrom – Andrew Van De Kamp

### Mellékszereplők
- Charlie Carver – Preston Scavo
- Max Carver – Porter Scavo
- Joshua Moore – Parker Scavo
- Kendall Applegate – Penny Scavo
- Mason Vale Cotton – Maynard "M.J." Delfino
- Kathryn Joosten – Karen McCluskey
- Tuc Watkins – Bob Hunter
- Kevin Rahm – Lee McDermott
- Madison Delagarza – Juanita Solis
- Daniella Baltodano – Celia Solis

### Vendégszereplők
- Joy Lauren – Danielle Katz
- Andrea Bowen – Julie Mayer
- Richard Burgi – Karl Mayer
- Gale Harold – Jackson Braddock
- Jake Soldera – Benjamin Katz
- Gail O'Grady – Anne Schilling
- Lily Tomlin – Roberta (Mrs. McCluskey testvére)
- Simon Rex – Leo Katz
- Jesse Metcalfe -John Rowland

### Narrátor
- Brenda Strong – Mary Alice Young
- Nicollette Sheridan – Edie Williams (5.19. rész)

## Összefoglaló évadtörténet
Amikor öt évvel később Susan, Lynette, Bree és Gabrielle megpillantja Edie Britt 2013-as kiadását, eléggé meglepődnek. Edie ugyanis férjet szerzett magának, aki igen jó hatást gyakorol rá. Viszont az üröm az örömben, hogy Dave, a férj hatalmas titkot őriz, és az sem véletlen, hogy épp most tértek vissza a Lilaakác közbe.
Öt év elteltével Susan és Mike már elvált, Maynardot felváltva nevelik. Lynette és Tom egyre inkább elvesztik az irányítást Preston és Porter felett, főleg azok után, hogy egy illegális pókerbajnokságot rendeznek a Scavo pizzériában, és folyamatosan később érnek haza a megbeszélt időpontnál. Bree Amerika-szerte ismert szakácsnővé válik, és egy szakácskönyvön dolgozik. Katherine Bree segítője, ami egyáltalán nincs az ínyére, lévén szinte mindent neki kell megcsinálnia Bree helyett. A hab a tortán már csak az, amikor Katherine észreveszi, hogy Bree még a nevét sem tüntette fel a könyvben. Gabrielle pedig egy slampos, teljesen átlagos amerikai nővé vált, ráadásul két elhízott és eleven kislányt illetve a teljesen megvakult Carlost is ő pesztrálja.

## Epizódok
A Született feleségek ötödik évadának epizódjainak listája:
| #   | Epizód eredeti címe                             | Eredeti bemutató     | Epizód magyar címe            | Magyarországi bemutató |
| --- | ----------------------------------------------- | -------------------- | ----------------------------- | ---------------------- |
| 1.  | You're Gonna Love Tomorrow                      | 2008. szeptember 28. | Röpül az idő…                 | 2009. március 10.      |
| 2.  | We're So Happy You're So Happy                  | 2008. október 5.     | Jó szomszédság                | 2009. március 17.      |
| 3.  | Kids Ain't Like Everybody Else                  | 2008. október 12.    | Zsarnokok                     | 2009. március 24.      |
| 4.  | Back in Business                                | 2008. október 19.    | Újra a pályán                 | 2009. március 31.      |
| 5.  | Mirror, Mirror                                  | 2008. október 26.    | Tükröm, tükröm                | 2009. április 7.       |
| 6.  | There's Always a Woman                          | 2008. november 2.    | Keresd a nőt!                 | 2009.április 14.       |
| 7.  | What More Do I Need?                            | 2008. november 9.    | Mi vajon a szíved vágya?      | 2009. április 21.      |
| 8.  | City on Fire                                    | 2008. november 16.   | Ég a város                    | 2009. április 28.      |
| 9.  | Me and My Town                                  | 2008. november 30.   | Hamu és vér                   | 2009. május 5.         |
| 10. | A Vision's Just a Vision                        | 2008. december 7.    | Látomások                     | 2009. május 12.        |
| 11. | Home Is the Place                               | 2009. január 4.      | Otthon, édes otthon           | 2009.május 19.         |
| 12. | Connect! Connect!                               | 2009. január 11.     | Újra együtt                   | 2009. szeptember 25.   |
| 13. | The Best Thing That Ever Could Have Happened    | 2009. január 18.     | Egy ügyes kezű ezermester     | 2009. október 2.       |
| 14. | Mama Spent Money When She Had None              | 2009. február 8.     | A pénz beszél                 | 2009. október 9.       |
| 15. | In a World Where the Kings Are Employers        | 2009. február 15.    | Hadd menjen a munka!          | 2009. október 21.      |
| 16. | Crime Doesn't Pay                               | 2009. március 8.     | Nem a mosoly teszi a barátot! | 2009. október 28.      |
| 17. | The Story of Lucy and Jessie                    | 2009. március 15.    | Kémek és kerítők              | 2009. november 4.      |
| 18. | A Spark to Pierce the Dark                      | 2009. március 22.    | Fény az éjszakában            | 2009. november 11.     |
| 19. | Look Into Their Eyes and You See What They Know | 2009. április 19.    | Búcsú                         | 2009. november 18.     |
| 20. | Rose's Turn                                     | 2009. április 26.    | Mindenki rejteget valamit     | 2009. november 25.     |
| 21. | Bargaining                                      | 2009. május 3.       | Alkuk                         | 2009. december 2.      |
| 22. | Marry Me a Little                               | 2009. május 10.      | Végy egy kicsit feleségül!    | 2009. december 9.      |
| 23. | Everybody Says Don't                            | 2009. május 17.      | Bűnök és büntetések           | 2010. március 3.       |
| 24. | If It's Only In Your Head                       | 2009. május 17.      | Képzelődsz…                   | 2010. március 10.      |